# Kenneth To
Kenneth King-him To (Hong Kong, 7 de julio de 1992-Gainesville, Florida, 18 de marzo de 2019) fue un nadador australiano de ascendencia hongkonesa que practicaba la natación individual, estilo libre, mariposa y braza.
Consiguió diversos premios: seis medallas en los Juegos Olímpicos Juveniles de Verano 2010, fue el ganador general masculino de la Copa del Mundo de Natación FINA 2012, y una medalla de plata en los Campeonatos Mundiales.  Fue titular de 16 récords nacionales de natación de Hong Kong.

## Primeros años
Después de trasladarse a Australia desde Hong Kong a la edad de 2 años, comenzó a nadar a los 5 años de edad en su piscina local. Originalmente le tenía miedo al agua, pero a los 12 años ya había progresado rápidamente a través de un programa de natación en la escuela primaria. Obtuvo una carrera juvenil muy exitosa, ganando medallas tanto en el Festival Olímpico Juvenil Australiano 2009 en Sídney como en los Juegos Juveniles de la Commonwealth 2008 en Pune.

## Carrera
Ganó seis medallas en los Juegos Olímpicos de verano 2010 en Singapur. En su debut internacional, en el Campeonato Mundial 2010 de natación en Dubái, terminó quinto en la prueba de 100 metros y el sexto en la de 200 metros. 
En el campeonato mundial de natación de 2011 en Shanghái, finalizó octavo en la carrera alterna de 200 metros. No se clasificó para los Juegos Olímpicos de verano 2012 en Londres.  
En noviembre de 2012, ganó la Copa del Mundo de natación. Durante los campeonatos de natación de corta distancia del Campeonato Mundial 2012 en Estambul, ganó la medalla de plata en la modalidad de 100 metros, además terminó cuarto en la carrera de 200 metros y quedó sin opciones en las semifinales de la mariposa de 100 metros.  
En el estilo libre de 4 x 100 metros, él junto con Tommaso D'Orsogna, Kyle Richardson y Travis Mahoney consiguieron la medalla de bronce, mientras que en la modalidad de 4 x 100 junto con Robert Hurley, Grant Irvine y Tommaso D'Orsogna ganaron la medalla de bronce.

## Muerte
El 18 de marzo de 2019, To comenzó a sentirse mal en los vestidores después de una sesión de prácticas en Florida, Estados Unidos. Fue llevado al hospital para su atención, donde murió. Fue descrito a sus 26 años como una persona excepcional el cual era apreciado por sus compañeros de equipo y sus competidores, sorprendidos por su repentina muerte. Fue el titular de récord en Hong Kong en varios eventos de natación y ganó gloria para la SAR en muchos eventos internacionales. Aparentemente la causa de fallecimiento fue por un infarto.

## Premios

### Juegos olímpicos
- Juegos Olímpicos 2012 en Londres (Reino Unido)